# Eretmocerus joeballi
Eretmocerus joeballi är en stekelart som beskrevs av Rose och Gregory Zolnerowich 1997. Eretmocerus joeballi ingår i släktet Eretmocerus och familjen växtlussteklar. Inga underarter finns listade i Catalogue of Life.